# Вавила Антиохийский
Вави́ла Антиохи́йский (греч. Βαβύλας Αντιοχείας) — епископ Антиохии (237—253), священномученик, пострадавший в гонения императора Деция. Память в Православной церкви 4 сентября (по юлианскому календарю), в Католической 24 января.
Согласно житию, во время языческого праздника в Антиохии император Нумериан захотел войти в христианский храм во время литургии, но был изгнан епископом Вавилой. Епископа арестовали, на допросе он открыто исповедал себя христианином. Вавилу заковали в цепи, водили по городу и принуждали поклониться языческим богам и отречься от Христа. Епископа сопровождали его ученики — трое родных братьев: Урван, Прилидиан и Епполоний в возрасте 12, 9 и 7 лет. Их также принуждали поклониться идолам, а за отказ отрокам нанесли раны по числу их лету. Затем их вместе с Вавилой повесили на дереве и подвергли пытке огнём. Видя упорство христиан, император приказал их обезглавить.
У Евсевия Кесарийского это история изложена иначе. Он сообщает, что Вавила принял антиохийскую кафедру после епископа Зебина, а скончался «в тюрьме после исповедания». Его преемником стал Фабий.
Вавилу погребли вместе с учениками, в гроб были положены его оковы. В 351 году Констанций Галл построил в Дафне (предместье Антиохии) небольшой храм и перенёс в него мощи святого Вавилы и пострадавших с ним отроков. Это первый известный случай официального торжественного перенесения мощей. Сократ Схоластик в своей «Церковной истории» сообщает предание, что когда Юлиан Отступник открыл языческие храмы в Антиохии, то, придя к оракулу дафнийского Аполлона, не смог получить ответа на свои вопросы, так как дух «страшился соседа, мученика Вавилы, тело которого лежало в недалекой от того места гробнице». По указанию императора мощи святого были перенесены из Дафны в другой город.
В ряде византийских календарей Вавила Антиохийский отождествляется с Вавилой Никомедийским, чья память совершается в тот же день, но достаточных оснований для такого отождествления нет.